# NGC 95
NGC 95 là một thiên hà xoắn ốc nằm trong chòm sao Song Ngư. Nó được phát hiện bởi nhà thiên văn học người Anh John Fredrick William Herschel vào ngày 18 tháng 10 năm 1784. Thiên hà có một số nhánh xoắn ốc màu xanh bao quanh một hạt nhân màu vàng sáng và có đường kính khoảng 120.000 năm ánh sáng, khiến nó chỉ lớn hơn một chút so với Dải Ngân hà.